# Seznam medailistů na halovém mistrovství Evropy – štafeta 4 × 400 m
V prvních ročnících evropských halových her i halových mistrovství Evropy byly na programu závody štafet. Jejich délka byla odvozená od délky běžeckého oválu (180 až 200 metrů). Šlo o štafetu na 4x jedno, dvě či tři kola, případně štafetu 1+2+3+4 kola. Naposledy byla na programu halového mistrovství Evropy zařazena štafeta na 4x320 metrů v roce 1975. Stabilní součástí programu halového mistrovství Evropy se štafeta 4 × 400 metrů stala v roce 2000.

## Muži
| Rok      | Místo      | Zlato                                                                         | Výkon vítěze   | Stříbro                                                   | Bronz                                                                        |
| -------- | ---------- | ----------------------------------------------------------------------------- | -------------- | --------------------------------------------------------- | ---------------------------------------------------------------------------- |
| HME 2000 | Gent       | Česko Jiří Mužík Jan Poděbradský Štěpán Tesařík Karel Bláha                   | 3:06,10        | Německo                                                   | Maďarsko                                                                     |
| HME 2002 | Vídeň      | Polsko Marek Plawgo Piotr Rysiukiewicz Artur Gąsiewski Robert Maćkowiak       | 3:05,50        | Francie                                                   | Španělsko                                                                    |
| HME 2005 | Madrid     | Francie Richard Maunier Remi Wallard Brice Panel Marc Raquil                  | 3:07,90        | Spojené království                                        | Rusko                                                                        |
| HME 2007 | Birmingham | Spojené království Robert Tobin Dale Garland Philip Taylor Steven Green       | 3:07,04        | Rusko                                                     | Polsko                                                                       |
| HME 2009 | Turín      | Itálie Jacopo Marin Matteo Galvan Domenico Rao Claudio Licciardello           | 3:06,68        | Spojené království                                        | Polsko                                                                       |
| HME 2011 | Paříž      | Francie Marc Macedot Leslie Djhone Mamoudou Hanne Yoan Décimus                | 3:06,17        | Spojené království                                        | Belgie                                                                       |
| HME 2013 | Göteborg   | Spojené království Michael Bingham Richard Buck Nigel Levine Richard Strachan | 3:05,78        | Rusko                                                     | Česko                                                                        |
| HME 2015 | Praha      | Belgie Julien Watrin Dylan Borlée Jonathan Borlée Kévin Borlée                | 3:02.87 - RHME | Polsko                                                    | Česko                                                                        |
| HME 2017 | Bělehrad   | Polsko Kacper Kozłowski Łukasz Krawczuk Przemysław Waściński Rafał Omelko     | 3:06,99        | Belgie                                                    | Česko                                                                        |
| HME 2019 | Glasgow    | Belgie Julien Watrin Dylan Borlée Jonathan Borlée Kévin Borlée                | 3:06,27        | Španělsko                                                 | Francie                                                                      |
| HME 2021 | Toruň      | Nizozemsko Jochem Dobber Liemarvin Bonevacia Ramsey Angela Tony van Diepen    | 3:06.06        | Česko Vít Müller Pavel Maslák Michal Desenský Patrik Šorm | Spojené království Joe Brier Owen Smith James Williams Lee Thompson          |
| HME 2023 | Istanbul   | Belgie Dylan Borlée Alexander Doom Kévin Borlée Julien Watrin                 | 3:05,83        | Francie Gilles Biron Téo Andant Muhammad Abdallah Kounta  | Nizozemsko Isayah Boers Isaya Klein Ikkink Ramsey Angela Liemarvin Bonevacia |
| HME 2025 | Apeldoorn  |                                                                               |                |                                                           |                                                                              |

## Ženy
| Rok      | Místo      | Zlato                                                                                             | Výkon vítěze   | Stříbro                                                                   | Bronz                                                                                    |
| -------- | ---------- | ------------------------------------------------------------------------------------------------- | -------------- | ------------------------------------------------------------------------- | ---------------------------------------------------------------------------------------- |
| HME 2000 | Gent       | Rusko Olesja Zykinová Irina Rosichinová Julia Sotnikovová Světlana Pospelovová                    | 3:32,53        | Itálie                                                                    | Rumunsko                                                                                 |
| HME 2002 | Vídeň      | Bělorusko Katarina Stankevičová Irina Chlustovová Hanna Kasaková Světlana Usovičová               | 3:32,24        | Polsko                                                                    | Itálie                                                                                   |
| HME 2005 | Madrid     | Rusko Taťjana Levinová Julija Pečonkinová Irina Rosichinová Světlana Pospelovová                  | 3:28,00        | Polsko                                                                    | Spojené království                                                                       |
| HME 2007 | Birmingham | Bělorusko Juliana Juščanková Iryna Chljustavová Světlana Usovičová Ilona Usovičová                | 3:27,83        | Rusko                                                                     | Spojené království                                                                       |
| HME 2009 | Turín      | Rusko Natalja Anťuchová Darja Safonovová Jelena Vojnovová Antonina Krivošapková                   | 3:29,12        | Spojené království                                                        | Bělorusko                                                                                |
| HME 2011 | Paříž      | Rusko Xenija Zadorinová Xenija Vdovinová Jelena Migunovová Olesja Forševová                       | 3:29,34        | Spojené království                                                        | Francie                                                                                  |
| HME 2013 | Göteborg   | Spojené království Eilidh Childová Shana Coxová Christine Ohuruoguová Perri Shakesová-Draytonová  | 3:27,56        | Rusko                                                                     | Česko                                                                                    |
| HME 2015 | Praha      | Francie Floria Gueï Elea Mariama Diarra Agnes Raharolahy Marie Gayot                              | 3:31,61        | Spojené království                                                        | Polsko                                                                                   |
| HME 2017 | Bělehrad   | Polsko Patrycja Wyciszkiewicz Małgorzata Hołub Iga Baumgart Justyna Świętyová                     | 3:29,94        | Spojené království                                                        | Ukrajina                                                                                 |
| HME 2019 | Glasgow    | Polsko Anna Kiełbasińska Iga Baumgart-Witan Małgorzata Hołub-Kowalik Justyna Świętyová-Erseticová | 3:28,77        | Spojené království                                                        | Itálie                                                                                   |
| HME 2021 | Toruň      | Nizozemsko Lieke Klaver Marit Dopheide Lisanne de Witte Femke Bolová                              | 3:27,15        | Spojené království Zoey Clark Jodie Williams Ama Pipi Jessie Knight       | Polsko Natalia Kaczmarek Małgorzata Hołub-Kowalik Kornelia Lesiewicz Aleksandra Gaworska |
| HME 2023 | Istanbul   | Nizozemsko Lieke Klaverová Eveline Saalbergová Cathelijn Peetersová Femke Bolová                  | 3:25,66 - RHME | Itálie Alice Mangione Ayomide Folorunso Anna Polinari Eleonora Marchiando | Polsko Anna Kiełbasińska Marika Popowicz-Drapała Alicja Wrona Anna Pałys                 |
| HME 2025 | Apeldoorn  |                                                                                                   |                |                                                                           |                                                                                          |